# اونتزون-لا-شاپل
اونتزون-لا-شاپل (به فرانسوی: Antezant-la-Chapelle) یک کمون در فرانسه است که در شرانت-ماریتیم واقع شده‌است. اونتزون-لا-شاپل ۱۸٫۶۳ کیلومتر مربع مساحت دارد ۳۰ متر بالاتر از سطح دریا واقع شده‌است.